# Бекмез, Мерьем
Мерьем Бекмез (тур. Meryem Bekmez; род. 31 июля 2000, Диярбакыр) — турецкая легкоатлетка, специализирующаяся на спортивной ходьбе на 5000 и 10 000 метров. Родилась в Диярбакыре, выступала за местный клуб «Каяпынар» и стамбульский «Энка» .

## Ранние годы
Мерьем Бекмез родилась 31 июля 2000 года на юго-востоке Турции в городе Диярбакыр. В 2013 году на Мерьем обратил внимание Четин Аслан, тренер Турецкой легкоатлетической федерации. Это произошло во время того, как он посетил среднюю школу, где училась Бекмез, на тот момент в седьмом классе.
Её отец Хаджи Бекмез сказал в интервью, что «она бы вышла замуж, как и её сестра, или работала бы в поле, если бы на неё не обратили внимания». Она родилась и выросла в регионе, где практика детских браков для девочек является обычным явлением, и, как она подчеркнула, она избежала традиционного социального давления благодаря занятиям спортом.

## Спортивная карьера
Бекмез заняла первое место на внутришкольных соревнованиях на провинциальном уровне. В том же году она заняла первое место на региональном уровне. После ее успеха в провинциальных, а затем и в региональных соревнованиях ей разрешили участвовать в чемпионате Турции.
После того, как она заняла второе место на чемпионате Турции 2014 года, её допустили в сборную. В 2015 году она стала чемпионкой Турции. Ее международный дебют состоялся на Балканских играх в 2016 году, где она стала чемпионкой.
В 2016 году Бекмез стал чемпионкой Европы среди молодёжи в ходьбе на 5000 метров на первенстве в Тбилиси, побив национальный рекорд, продержавшийся 12 лет.
Она участвовала в соревнованиях по спортивной ходьбе на 5000 метров на чемпионате мира до 18 лет в 2017 году, завоевав серебряную медаль. Она также участвовала на дистанции 10 000 метров на чемпионате Европы до 20 лет в 2017 году, завоевав бронзовую медаль.
Бекмез и ее соотечественница Айше Текдал завоевали бронзовую медаль на командном чемпионате мира по спортивной ходьбе 2018 года в Тайканге. На чемпионате мира до 20 лет в Тампере Бекмез завоевала серебряную медаль и побила национальные рекорды в категории юниоров и взрослых, преодолев дистанцию за 44 минуты и 17,69 секунды. Она установила национальный рекорд и стала лидером мирового рейтинга среди молодёжи в ходьбе на 20 км на чемпионате Европы по легкой атлетике 2018 года в Берлине, но заняла лишь 11-е место.
Во время первого этапа Турецкой лиги спортивной ходьбы, прошедшего в Конье в апреле 2019 года, она установила национальный рекорд на дистанции 5000 метров в категории до 20 лет, показав время 21.54. Она выиграла золотую медаль на юниорском уровне (до 20 лет) на Кубке Европы по спортивной ходьбе 2019 в Алитусе. На чемпионате Европы по легкой атлетике до 20 лет в Буросе она завоевала золотую медаль в ходьбе на 10 000 метров.
В 2021 году она вошла в состав сборной Турции на летние Олимпийские игры 2020 года в Токио.